# Henry Paget (4e marquis d'Anglesey)
Henry Paget (25 décembre 1835 - 13 octobre 1898) est un pair britannique. Il est vice-amiral de la côte, du nord du Pays de Galles et du Carmarthenshire, et est un colonel du 2e bataillon de volontaires du Royal Welch Fusiliers

## Biographie
Il est le deuxième fils d'Henry Paget (2e marquis d'Anglesey), et de sa deuxième épouse Henrietta Bagot, quatrième fille de Charles Bagot. Le 30 janvier 1880, il devient 5e comte d'Uxbridge, co. Middlesex, 7e baronnet Bayly de Plas Newydd, Anglesey et Mount Bagenall, et 13e Lord Paget, de Beaudesert (Staffordshire). Il possède une grande partie du comté d'Anglesey.
Il épouse Elizabeth Norman, puis en secondes noces Blanche Mary Boyd et en troisièmes noces en 1880 une héritière américaine, Mary "Minna" Livingston King, la veuve de John Wodehouse (2e baron Wodehouse).
Son fils Henry Paget (5e marquis d'Anglesey) lui succède.